# Västmannaöarna

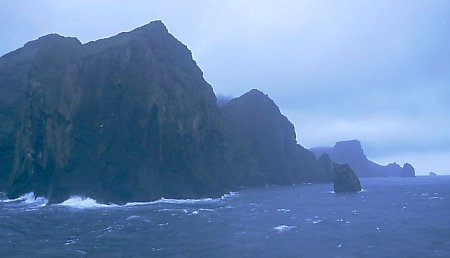
Klipporna på utsidan

Västmannaöarna (isländska: Vestmannaeyjar) är en isländsk ögrupp, som även utgör en egen kommun. Västmannaöarna har 4 347 invånare och har en sammanlagd yta på 13,4 km². De är belägna cirka 10 kilometer söder om den isländska huvudöns sydkust.
Västmannaöarna är en mindre ögrupp utanför Islands sydkust. Ögruppen består av 15 öar och ett trettiotal kobbar och skär. Den sydligaste av öarna är Surtsey, och den nordligaste är Elliðaey. Den största av öarna är Hemön (isländska: Heimaey), som dessutom är den enda av öarna som är bebodd.
Ön hade vid årsskiftet 1972/1973 sin hittills största befolkning med 5 303 invånare. I stort sett samtliga evakuerades i samband med vulkanutbrottet och cirka 1 700 återflyttade inte efter att utbrottet upphört.

## Vulkanutbrottet 1973
Huvudartikel: Vulkanutbrottet på Västmannaöarna 1973
I januari 1973 fick vulkanen Eldfell ett utbrott, som ledde till att Hemön utrymdes. Utbrottet varade mellan den 23 januari och den 3 juli.. Eldfell ligger nära den gamla vulkanen Helgafell. Vulkanutbrottet ödelade delar av bebyggelsen och förstorade Hemöns yta med omkring 20 %. Man befarade att lavan skulle täppa till hamninloppet, men den hejdade sig till sist, där kraftig besprutning med havsvatten anses ha bidragit och resulterade i att hamnen blev mer skyddad än tidigare.

## Kommunikationer
Färjan Herjólfur trafikerar en rutt till Landeyjahöfn vid Markarfljóts mynning på isländska fastlandet. 
Västmannaöarnas flygplats har regelbundna flygturer till och från Reykjavik.

## Bildgalleri

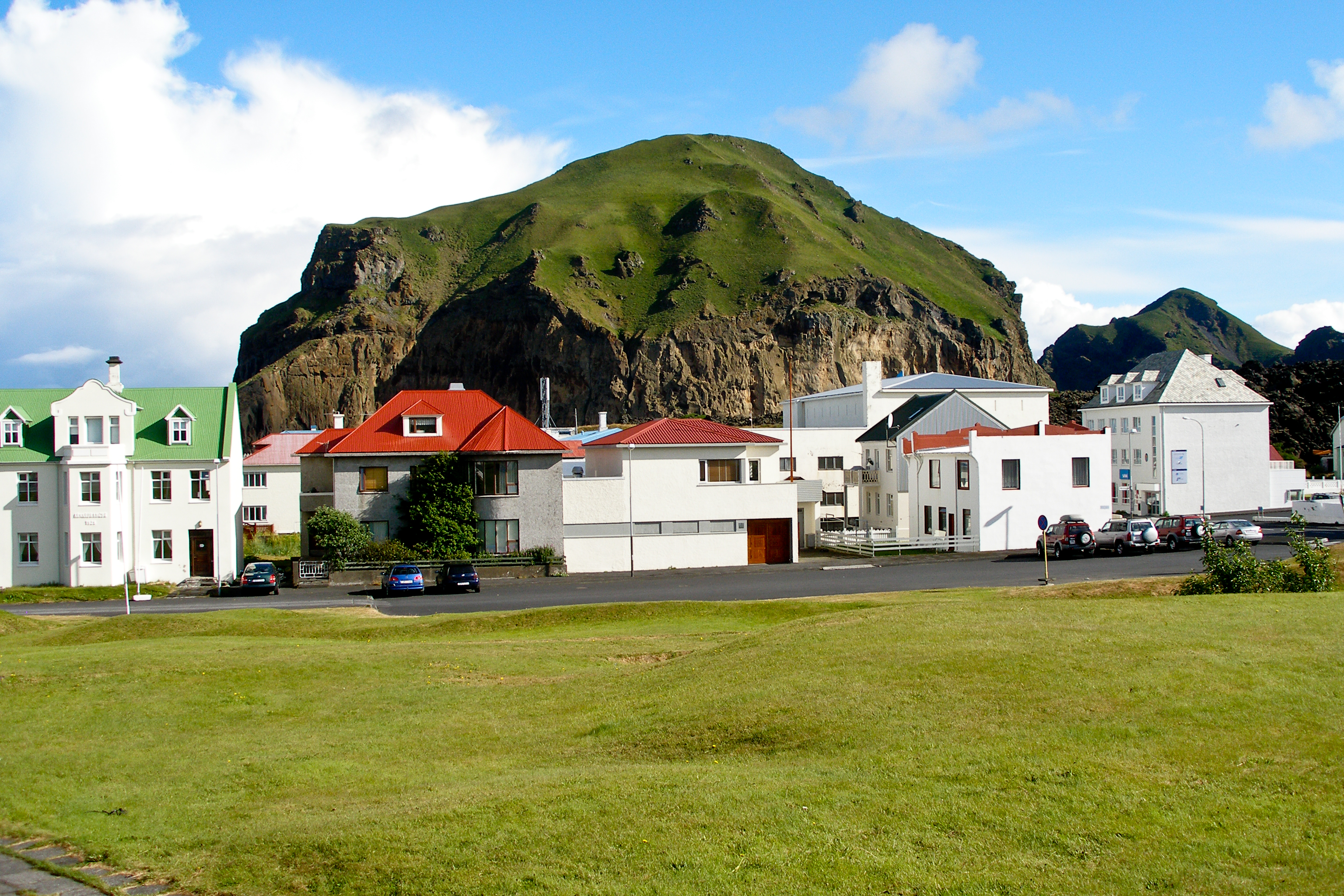
Heimaklettur sedd från Stakkagerðistún, en park på Heimaeys mitt.
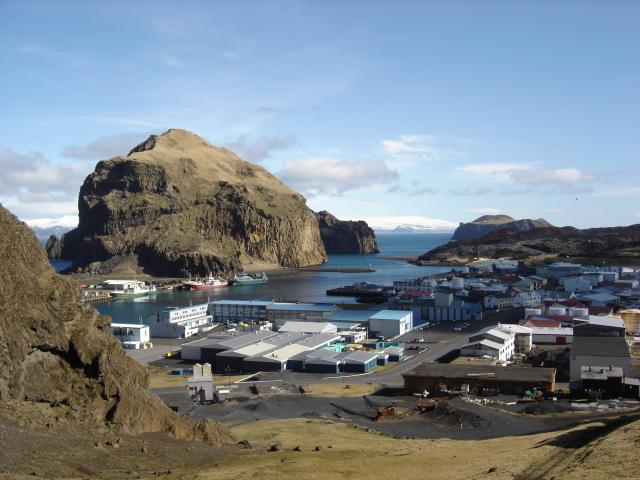
Staden sedd från sluttningen av Háhá, mot hamnen.
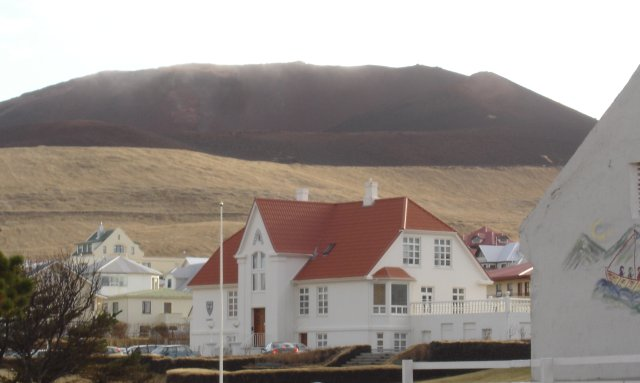
Rådhuset, med Eldfell i bakgrunden.
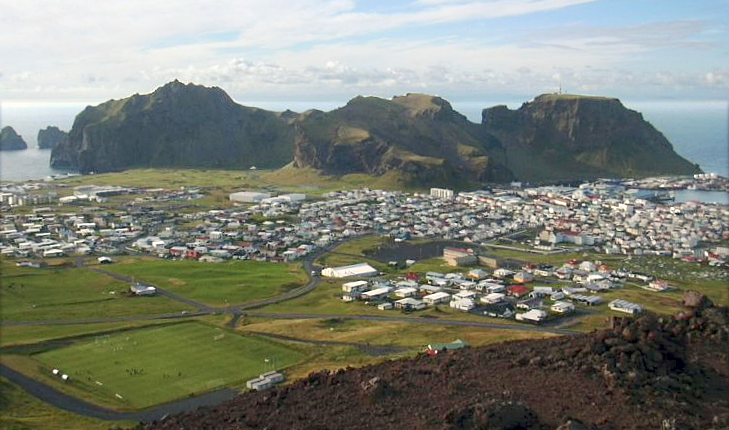
Flygbild över samhället.
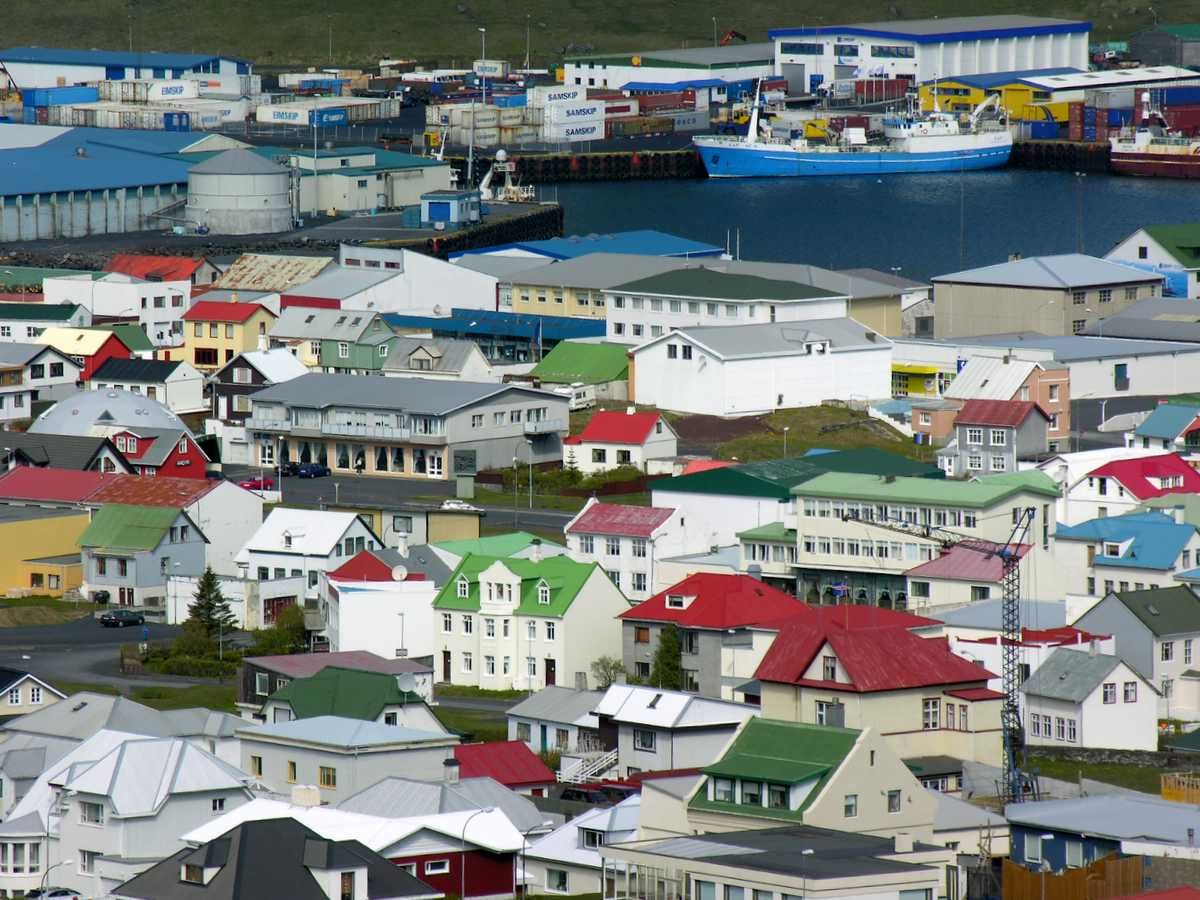
Centrum, med hamnen.